# Urayasu, Chiba
Urayasu (浦安市 Urayasu-shi) là một thành phố thuộc tỉnh Chiba, Nhật Bản.